# Lost Bear
Lost Bear is een Nederlandse indierockband, opgericht in het voorjaar van 2008.

## Geschiedenis
Sinds zijn oprichting speelt de band op kleine en grote Nederlandse poppodia, zoals Tivoli, Vera, Effenaar, Podium Asteriks en dB's, en trad de groep tevens buiten Nederland op in onder andere Duitsland, Frankrijk, Oostenrijk, Kroatië, Bosnië en Herzegovina, Servië, Macedonië en Kosovo.
De eerste uitgave van de band was een 10-inch-grammofoonplaat, samen met de Utrechtse band De Schotel Van De Dag, uitgebracht op het label Beep! Beep! Back Up The Truck in 2009. In 2010 volgde het cd-album Limshasa op het eveneens Utrechtse label Snowstar Records. Op datzelfde label verscheen in 2012 de 12-inchplaat Shingolai. In 2014 trok de band zich terug om naar eigen zeggen honderd nummers op te gaan nemen. Daarvan kwam in 2014 "Tarantula Overlord" uit, een samenwerking met het muziekblog Luifabriek, en in 2015 de cassette Monkey Pop. In dat jaar volgden voorzichtig weer enkele optredens met een aantal instrumentwisselingen onder de leden.

## Discografie

### 10"-split
met De Schotel Van De Dag

2009, Beep! Beep! Back Up The Truck
1. Hope You're No Diana
2. Cheerful Abortion Clinic
3. Smoke

### Balkan Tour Split
met Sennen

2010, Eigen Beheer
1. Till Crying
2. Egg White
3. How We Love Movies
4. Catching Mice

### Limshasa
2011, Snowstar Records
1. Till Crying
2. Mixed Vegetables
3. Ten Cities
4. Attacked By Millions
5. Peanuts, Cherries, and Hate
6. The Sky Scrapes The City
7. Microscope
8. Caterpillar
9. Boat
10. Mustard Ease

### Shingolai
2012, Snowstar Records
1. Sohilait
2. Science
3. Bomberman's Friend
4. Peppermint Schnapps
5. Lonesome Drinker

### Tarantula Overlord
met Luifabriek

2014, Shaky Maracas Recordings
1. Eleneanor's Wasteland
2. Christ Bongo
3. The Age Of Mud
4. Like A Baby
5. Magic Runes & Sex City
6. The Power Of The Wombat
7. Skinny Horses
8. Corduroy Underpants

### Monkey Pop
2015, Tiny Room Records
1. A Short History Of Chrome
2. Molding People Enterprise
3. Quasimodo On Steroids
4. Faceless Spacedog
5. City Metropolis Destiny Planning
6. A Well Traveled Honey
7. Slaughterhouse Pancakes
8. Torture & Democracy
9. Crop Circle Death Trap
10. Friday Night Live Music
11. Monkey Pop